# Admiral Freebee
Pour leur premier album, voir Admiral Freebee (album).
Admiral Freebee est un groupe belge de rock des années 2000.

## Historique
Tom Van Laere est né en 1975 à Brasschaat près d’Anvers (Belgique). Après avoir abandonné des études sportives pour une carrière de tennisman, il se décide à devenir musicien, et forme son groupe en 2000, avec pour nom de scène Admiral Freebee, d’après le nom d'un bateau abandonné à San Francisco dans le roman de Jack Kerouac Sur la route (On the Road). 
Le 1er single, Ever Present, sort en 2002 et le 1er album Admiral Freebee, en février 2003. À partir du deuxième album, Admiral Freebee choisit de s'expatrier aux États-Unis pour l'enregistrement de ses albums et s'entoure de prestigieux producteurs tels que Malcolm Burn.
 En 2005, Admiral Freebee participe à sa première tournée européenne en première partie des concerts du groupe belge dEUS. Tom Van Laere a produit Never Enough, album de Roland Van Campenhout sorti en 2008.

## Discographie

### Singles
- Ever Present, 2002.
- Rags 'n' Run, 2003.
- Mediterranean Sea, 2003.
- Lucky One, 2005.
- Recipe For Disaster, 2005.
- Oh Darkness, 2005.
- Carry On,  2005.
- Faithful to the Night, 2006.
- Always on the run, 2010

### Albums
- Admiral Freebee, 2003.
- Songs, 2005.
- Wild Dreams of New Beginnings, 2006.
- The Honey & The Knife, 2010
- The Gardener, 2021